# La Celle, Allier
La Celle là một xã ở tỉnh Allier thuộc miền trung nước Pháp.